# John Ashburnham, I conte di Ashburnham
John Ashburnham, I conte di Ashburnham (Londra, 13 marzo 1687 – Londra, 10 marzo 1737), è stato un nobile inglese.

## Biografia
Era il figlio di John Ashburnham, I barone di Ashburnham, e di sua moglie, Bridget Vaughan, figlia di Walter Vaughan di Brecon, che aveva ereditato Pembrey.

## Carriera
Nel 1710 divenne membro un deputato Tory per Hastings, ma fu costretto a dimettersi dal suo posto pochi mesi dopo, quando ereditò la baronia di Ashburnham, alla morte senza eredi di suo fratello. Poco dopo si rese conto che doveva abbandonare la mite posizione pro-giacobita della famiglia e per sostenere i Whig.
Dal 1713 al 1715, Ashburnham divenne colonnello della 1st (His Majesty's Own) Troop of Horse Guards, Lord of the Bedchamber di Federico, Principe di Galles (1728-1731) e Capitano del Yeomen of the Guard (1731-1733). Il 14 maggio 1730, fu creato conte di Ashburnham e visconte St Asaph.

## Matrimoni

### Primo Matrimonio
Sposò, il 21 ottobre 1710, Lady Mary Butler (?-2 gennaio 1712), figlia di James Butler, II duca di Ormonde. Non ebbero figli.

### Secondo Matrimonio
Sposò, il 24 luglio 1714, Henrietta Stanley, baronessa Strange (1687-26 giugno 1718), figlia di William Stanley, IX conte di Derby. Ebbero una figlia:
- Henrietta Bridget Ashburnham, baronessa Strange (?-8 agosto 1732)

### Terzo Matrimonio
Sposò, il 14 marzo 1723 a Londra, Lady Jemima Grey (1700-7 luglio 1731), figlia di Henry Grey, I duca di Kent. Ebbero un figlio: 
- John Ashburnham, II conte di Ashburnham (30 ottobre 1724-8 aprile 1812)[2]